# Ariola (geslacht)
Ariola is een geslacht van vlinders van de familie visstaartjes (Nolidae), uit de onderfamilie Chloephorinae.

## Soorten
- A. coelisigna Walker, 1857
- A. pallidithorax Warren, 1912
- A. triangulifera Warren, 1912